# واکری
واکری (به ایتالیایی: Vacri) یک کومونه در ایتالیا است که در استان کییتی واقع شده‌است.

## خصوصیات
واکری ۱۲٫۰۹ کیلومترمربع مساحت و ۱٬۷۵۱ نفر جمعیت دارد و ۳۱۰ متر بالاتر از سطح دریا واقع شده‌است.